# Buffalo (New York)
 For alternative betydninger, se Buffalo. (Se også artikler, som begynder med Buffalo)
Buffalo er den næststørste by i delstaten New York. Byen ligger i den vestlige ende af delstaten og har 278.349 (2020) indbyggere. Byen ligger ud til Lake Erie syd for Niagara-floden, der forbinder Lake Erie med Lake Ontario. Byen er hjemsted for NFL-holdet Buffalo Bills og NHL-holdet Buffalo Sabres. Derudover er byen også hjemsted for University of Buffalo, der er et offentligt universitet, som huser ca. 28.000 studerende. Universitet er i øvrigt kendt for deres amerikansk football-hold, der forkortet kaldes UB Bulls.
Byens borgmester er Byron Brown – en demokrat, der siden 8. november 2005 har besiddet denne stilling. Brown er den første sorte borgmester i byens historie.
Byen er hovedkvarter for den store amerikanske bank, M&T Bank, og samtidig HSBC Bank.